# Donna Dixon
Donna Lynn Dixon (20 de julio de 1957 en Alexandria, Estados Unidos) es una actriz y modelo estadounidense.
En 1975 se graduó en el instituto Groveton y estudió en la Universidad George Washington. Un año después comenzaría su carrera como modelo como representante de Miss Virginia y Miss Mundo en 1977, esta vez representando a Miss Washington.
En 1980 debutó como actriz junto con Tom Hanks en la serie Bossom Buddies.
Meses después actuaría en la película Doctor Detroit (1983) junto a Dan Aykroyd, con el que acabaría casándose. En 1985 actuaron en Espías como nosotros y en 1988 con The Couch Trip.
Tras casarse, Dixon ha colaborado en algunas películas junto a su marido, entre las que se encuentra "la mujer de los sueños" de la película de 1992: Wayne's World. También fue artista invitada en la serie Luz de luna.
Participó como invitada junto a Fran Drescher en la recordada telecomedia Who's the Boss?, conocida también como ¿Quién manda a quién? en Latinoamérica, en el Episodio 26 denominado Charmed Lives de la temporada 2. 
Dixon ha tenido tres hijas desde que contrajo matrimonio con Aykroyd: Danielle (n. 1989), Belle (n. 1993) y Stella (n. 1998).

## Filmografía
- Bosom Buddies (1980–1982) (serie de TV)
- Doctor Detroit (1983)
- Twilight Zone: The Movie (1983)
- Tierra sin hombres (1984)
- Espías como nosotros (1985)
- The Couch Trip (1988)
- Lucky Stiff (1988)
- Cannonball Run 3 (1989)
- Wayne's World (1992)
- Exit to Eden (1994)
- Nixon (1995)